# سامبرانشه
شهر سامبرانشه  در بخش آنترومون  در ایالت وله در کشور سوئیس  واقع شده‌است که 700 نفر جمعیت دارد.